# Amer Delic
Amer Delic (n. 30 de junio de 1982 en Tuzla, bosnia-Herzegovina) es un jugador de tenis bosnio-estadounidense. Nació en Bosnia-Herzegovina pero se mudó a los Estados Unidos en 1996, y jugó bajo la bandera de ese país hasta 2010 cuando decidió  representar a su país de nacimiento para disputar Copa Davis. En 2007 llegó a ocupar la posición Nº60 del ranking mundial.

## Tïtulos (0)

### Challengers (5)
| N.º | Fecha                   | Torneo           | Superficie | Oponente en la final | Resultado   |
| --- | ----------------------- | ---------------- | ---------- | -------------------- | ----------- |
| 1.  | 11 de abril de 2005     | Ciudad de México | Dura       | Jeff Morrison        | 6–4 3–6 6–3 |
| 2.  | 30 de octubre de 2006   | Louisville       | Dura       | Stéphane Bohli       | 3–6 6–2 6–3 |
| 3.  | 13 de noviembre de 2006 | Champaign        | Dura       | Zack Fleishman       | 6–3 6–0     |
| 4.  | 28 de enero de 2008     | Dallas           | Dura (i)   | Stéphane Bohli       | 6–4 7–5     |
| 5.  | 26 de mayo de 2008      | Carson           | Dura       | Thiago Alves         | 7-6 6-4     |

### Clasificación en torneos del Grand Slam
| Torneo             | 2009 | 2008 | 2007 | 2006 | 2005 | 2004 | 2003 | Títulos |
| ------------------ | ---- | ---- | ---- | ---- | ---- | ---- | ---- | ------- |
| Australian Open    | 3r   | 2r   | 2r   | 2r   | -    | -    | -    | 0       |
| Roland Garros      |      | -    | 1r   | -    | -    | -    | -    | 0       |
| Wimbledon          |      | -    | 2r   | -    | -    | -    | -    | 0       |
| US Open            |      | 1r   | 1r   | -    | -    | 2r   | 1r   | 0       |
| Tennis Masters Cup |      | -    | -    | -    | -    | -    | -    | 0       |